# Eliézio Santos Santana
Eliézio Santos Santana (Salvador, 31 de março de 1987) é um ex-futebolista brasileiro que atuava como zagueiro. 

## Carreira
Eliezio chegou ao Cruzeiro em 2006 para defender os juniores após cinco anos nas categorias de base do Urawa Reds, do Japão.
Foi promovido aos profissionais e disputou 8 jogos com a camisa celeste até ser chamado para a Seleção Brasileira sub-20, que conquistou o Sul-Americano em 2007, no Paraguai.
Ainda em 2007, foi emprestado no fim de janeiro ao Porto, em troca da prorrogação do empréstimo do lateral-esquerdo Leandro, cedido ao Palmeiras juntamente com o volante Martinez na negociação da vinda do meia Marcinho. Do Porto, o zagueiro foi para o Leiria. Retornou ao Cruzeiro no segundo semestre.
De volta ao Brasil, em 2008, foi campeão goiano, pelo Itumbiara.
Em 2009, foi emprestado para o Democrata de Governador Valadares para a disputa do Campeonato Mineiro.
Em 2012, foi rejeitado nos exames e não acertou com o Fortaleza, com isso Eliézio acertou com o Pelotas.
Em 2015, foi contratado pelo Sinop.

## Títulos
Urawa Red
- Copa do Imperador: 2005

Itumbiara
- Campeonato Goiano: 2008